# Porta Carmentalis

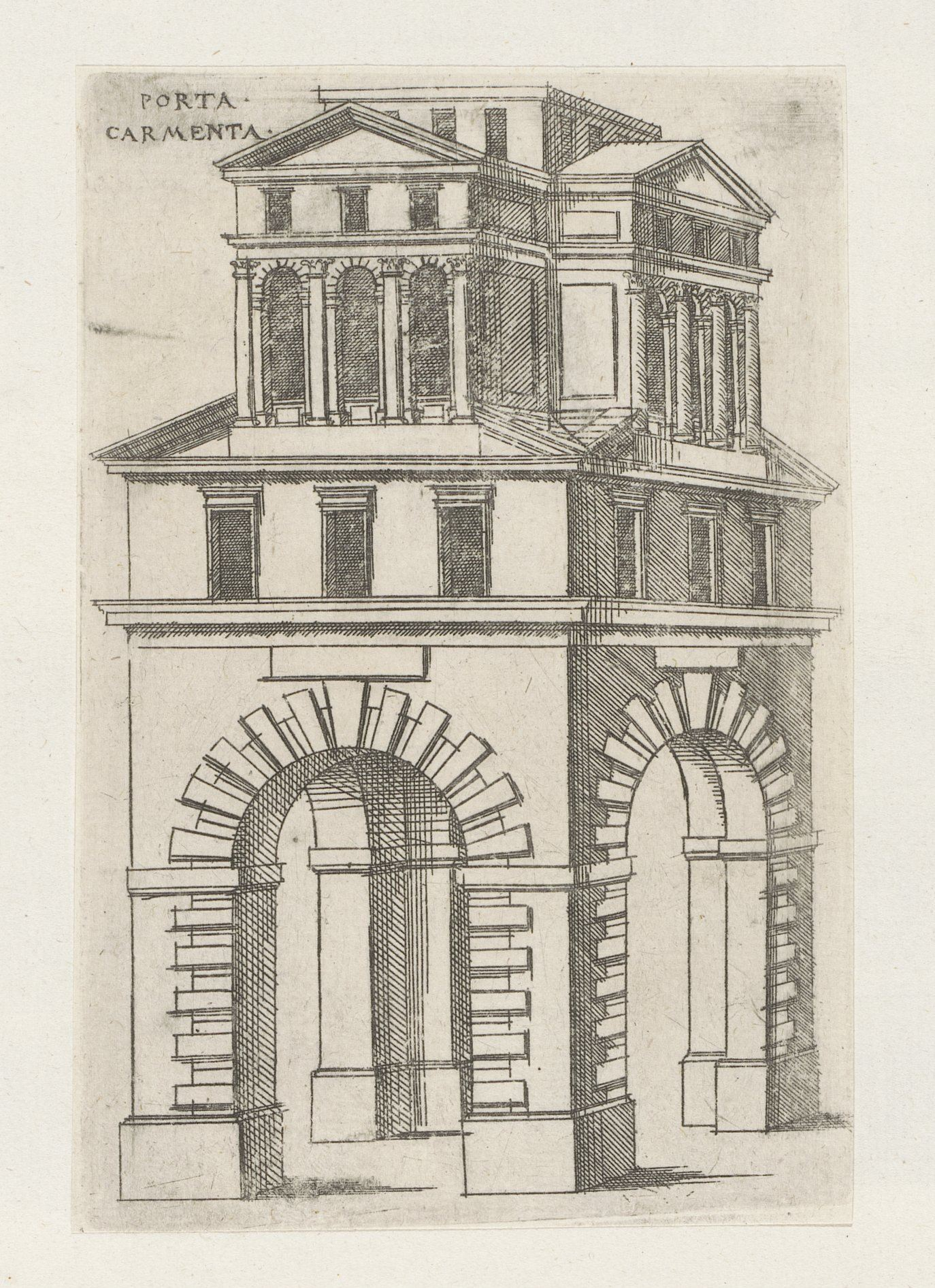
Representació de la Porta Carmentalis.

La porta Carmentalis era una doble porta situada a la Muralla Serviana a l'antiga Roma. El seu nom provenia del santuari proper dedicat a la nimfa Carmenta, una divinitat important a Roma, ja que tenia un dels quinze Flamens dedicat a ella i en el seu honor es celebrava la Carmentàlia, una festa molt arcaica. El santuari estava situat a la dreta de la porta, segons se sortia.
La porta tenia dos arcs que portaven noms diferenciats. Donava mala sort sortir de la ciutat per l'arc anomenat Porta Scelerata ("Porta Maleïda"), que es deia que havia rebut el nom del desastre militar romà de la batalla del Cremera l'any 477 aC, ja que els 306 membres de la gens Fàbia que van morir en aquella batalla havien sortit per allà. Aquesta història no es certa ja que la Muralla Serviana no existia en aquella època. Segurament la idea de que era una porta maleïda derivava del fet de per allà sortien els cadàvers fora de la ciutat cap a les pires funeràries que s'encenien al Camp de Mart. La tomba familiar de la gens Clàudia es trobava a la part exterior de la Porta Carmentalis.
L'altra porta era la Porta Triumphalis. Quan un governador tornava de la seva província no podia entrar per aquesta porta si no se li havia concedit un triomf. Se suposa per això que era habitual utilitzar la Porta Scelerata per entrar i la Triumphalis per sortir. Les processons fúnebres van canviar el sentit de la circulació de la Scelerata, i la processó triomfal va canviar la circulació a la Triumphalis. A August se li va concedir l'honor especial de fer sortir la seva processó fúnebre per la porta Triumphalis.
Molt a prop hi havia els temples de Mater Matuta i de Fortuna. La Porta Carmentalis la va reconstruir Domicià, i hi va afegir un grup d'escultures que representaven un carro triomfal estirat per elefants. La porta està representada en una escultura en relleu que data del regnat de Marc Aureli.
El carrer anomenat Vicus Iugarius es bifurcava just abans d'arribar a la Porta Carmentalis. Una branca passava pel fòrum holitorium (mercat de verdures) i feia una corba cap a la dreta al peu del turó del Capitoli, i l'altra travessava el Forum Boarium i anava fins a la desembocadura de la Cloaca Màxima al Tíber. La ubicació exacta de la Porta Carmentalis encara no està clara, malgrat les excavacions a la zona a partir de finals dels anys trenta. Titus Livi diu que la Porta Carmentalis va ser el lloc d'entrada d'una processó ritual realitzada l'any 207 aC com a part d'un sacrifici expiatori dedicat a Juno. Es van portar dues vaques blanques des del Temple d'Apol·lo per la Porta Carmentalis i pel Vicus Iugarius fins al Fòrum.